# Oreamnos americanus
La cabra blanca (Oreamnos americanus), también llamada cabra de las Rocosas, es una especie de mamífero artiodáctilo de la subfamilia Caprinae endémica de Norteamérica (Canadá y EE. UU.). Vive en zonas altas alejada de los depredadores, aunque el puma y el oso grizzly pueden predar sobre ella. Es una excelente trepadora que se alimenta principalmente de hierba. 

## Descripción
Tanto macho como hembra tienen barba, cola corta, y cuernos negros largos de 15-28 cm de longitud, con los anillos de crecimiento anuales. Están protegidos del clima por su doble piel lanuda blanca: la fina, densa lana de su cobertura está cubierta de otra capa de pelos finos y largos. Si la estación templada se pone muy calurosa, se raspan contra rocas y cortezas de árboles para quitarse algo de lana extra. En inviernos crudos, su protección les permite tolerar temperaturas tan bajas como -45 °C y vientos de más de 150 km/h.
La altura en la cruz oscila entre 80 y 95 centímetros, estando su longitud de cabeza y tronco entre 140 y 155 centímetros, y pesando entre 45 y 85 kg. Los machos adultos pesan típicamente entre un 10-30 % más que las hembras.